# Фраза
Фра́за:
- самая крупная фонетическая единица;
- отрезок речи с законченной интонацией[2].

Фраза может являться синонимом «предложения». В других случаях предложением называют грамматическую единицу, в отличие от фонетической. Фразы отделяются друг от друга не менее чем двумя паузами. Фраза обладает смысловой законченностью и синтаксической связностью. Интонационно предложение состоит из одной или нескольких фраз.
Главное, выделенное слово во фразе именуется её вершиной.

## Этимология
По Фасмеру, происходит через немецкий или французский из средне-латинского phrasis от греческого φράσις «ораторский оборот», φράζω «выражаю мысль, говорю».

## Употребление
В общелитературном или разговорном контектсте слово также употребляется как синоним слова фразёрство (пустая риторика).

Я боюсь, я избегаю фразы; но страх фразы — тоже претензия.

Так, между этими двумя иностранными словами, между претензией и фразой, так и катится и колеблется наша сложная жизнь.— Иван Сергеевич Тургенев, из цикла «Стихотворения в прозе», июнь 1881 года
В разговорной речи человека-пустослова, пустобая и краснослова неодобрительно зовут фразёром.